# Euphorbia sororia
Euphorbia sororia är en törelväxtart som beskrevs av Alexander Gustav von Schrenk. Euphorbia sororia ingår i släktet törlar, och familjen törelväxter. Inga underarter finns listade i Catalogue of Life.